# Deutsches Gesundheitsfernsehen
Das Deutsche Gesundheitsfernsehen (DGF-TV) war ein Privatsender mit Sitz im Hamburger Stadtteil Altona, welcher am 1. April 2007 auf Sendung ging. Die tragende Säule des Programmes stellten Gesundheitsthemen dar. Da sich in Deutschland bislang noch kein frei empfangbarer Fernsehkanal mit der Thematik Gesundheit befasste, wurde das Deutsche Gesundheitsfernsehen als Spartenkanal etabliert. Ende Juli 2009 meldete DGF-TV Insolvenz an.
Hauptgesellschafter des DGF war die Elmshorner Holding Avantaxx.
Seine rundfunkrechtliche Zulassung erhielt der Sender am 20. Februar 2007 durch die Unabhängige Landesanstalt für das Rundfunkwesen (ULR) in Schleswig-Holstein, welche nunmehr unter dem Namen Medienanstalt Hamburg Schleswig-Holstein, MA HSH, auftritt. Die Sendelizenz wurde für die Dauer von zehn Jahren vergeben.
Gesellschafter waren zu 85 Prozent die Avantaxx Innovation Beteiligung Verwaltung AG – Eigentümer: Lutz Schaffhausen – und zu 15 Prozent Geschäftsführer Gerd Berger.
Der Senderclaim lautete: Nichts ist wichtiger.
Das Deutsche Gesundheitsfernsehen sendete täglich rund um die Uhr. Bereits im März 2007, also vor dem offiziellen Sendestart konnte das Programm über dieselbe Satellitenfrequenz empfangen werden. In diesem Zeitraum wurde bereits ein den Kanal bewerbendes Programm aus Programmtrailern gesendet.
Nach repräsentativen Umfragen des forca-Instituts lag der Bekanntheitsgrad des Senders bei circa 10 Prozent.
2009 hat der Sender die Insolvenz beantragt, bereits im Herbst 2008 waren die meisten Mitarbeiter entlassen worden.

## Programm
Das Programm setzte sich aus vielen einzelnen Genres zusammen. So gaben verschiedene Sendungsformen Aufschluss zu Gesundheitsthemen für Mensch und Tier. Die ehemaligen Sendungen des Kanals sind nachfolgend benannt:
| - DGF Ärzte im Einsatz - DGF Der Talk - DGF Eltern - DGF Entspannung - DGF Medizin morgen | - DGF Praxis - DGF Thema - DGF Tierisch gesund - Dr. Natur | - Wie gesund ist Deutschland? - DGF Küche vital - DGF Wissen - VeggieTales FitnessHof |

## Empfang
Das Programm wurde bis Mitte Februar 2009 über den Satelliten ASTRA 19,2 Grad Ost ausgestrahlt. Danach wurde das Programm ausschließlich als IP-TV gesendet. Bereits seit Sendebeginn wurde das Programm vollständig in das Kabelnetz von Kabel BW eingespeist. Danach wurde die Verbreitung des Senders in Kabelnetzen sukzessive ausgebaut.